# Bálintitt János
Bálintitt János, Bálintits (tövisi báró) (? – 1784) költő.
Az erdélyi királyi tábla ülnöke volt, báró Bálintitt Zsigmond fia, Bálintitt László író édesapja. Sokat foglalkozott a költészettel, több művet is írt, de csupán egyetlen műve maradt fenn Báróczi Sándor jóvoltából:
Kodrus, szomorújáték 5 felv. báró Kronek (helyesen Cronegk) után németből ford. (Bécs), 1784.
A művet halálos ágyán adta sajtó alá.